# 蚓形裸胸海龍
蚓形裸胸海龍（学名：[Nerophis lumbriciformis] 错误：{{Lang}}：文本有斜体标记（帮助）），為輻鰭魚綱棘背魚目海龍魚科的其中一種，分布於東大西洋區，從挪威南部至西撒哈拉海域，棲息深度可達30公尺，體長可達15公分，棲息在岩石、水流較快的海域，卵胎生，在夏季繁殖，屬肉食性，以小型甲殼類等為食。